# بي بي سي فور
بي بي سي فور (بالإنجليزية: BBC Four)‏ هي قناة تلفزيونية بريطانية تشغلها هيأة الإذاعة البريطانية ومتوفرة لمشاهدي التلفاز الرقمي على فري فيو، أي بي تي في، القمر الإصطناعي، والكَبل.
أطلقت قناة بي بي سي فور في الثاني من مارس 2002، مع جدول زمني للعمل ينطلق في الساعة 19:00 حتى 04:00. عرضت القناة شريحة واسعة من البرامج ضمت الدراما، الإفلام الوثائقية، الموسيقا، أفلام دولية، برامج عامة، كوميديا، وأخبار اليوم، بديلة عن القنوات التلفزيونية الرئيسية. كان مطلوبًا من القناة قبل ترخصيصها إنتاج 100 ساعة من البرامج الفنيّة والموسيقية الجديدة، و110 ساعة من البرامج التلفزيونية الواقعية والعرض الأول، و20 فِلم دولي كل عام.